# لوک کریستوفر ماتوتو
لوک کریستوفر ماتوتو (انگلیسی: Luc-Christopher Matutu؛ زادهٔ ۸ سپتامبر ۱۹۹۰) بازیکن فوتبال اهل جمهوری کنگو است.
از باشگاه‌هایی که در آن بازی کرده‌است می‌توان به باشگاه فوتبال برایتون اند هوو آلبیون، باشگاه فوتبال لوکوموتیو صوفیه، باشگاه فوتبال وولفسبورگ، و باشگاه فوتبال نانت اشاره کرد.